# Schöffe (ehrenamtlicher Richter)
Schöffen (von althochdeutsch sceffino „Anordnender“) sind in Deutschland und Österreich ehrenamtliche Richter, die im Hauptverfahren von Strafprozessen mitwirken.

## Deutschland
Bis 1924 gab es auch in Deutschland Geschworenengerichte. Seither kommt dem Namen Schwurgericht nur noch eine historische Bedeutung zu. Sachliche Unterschiede zur zuständigen „normalen“ großen Strafkammer des Landgerichts sind damit nicht mehr verbunden. Die Besetzung des Schwurgerichts besteht aus drei Berufsrichtern und zwei Schöffen. Dabei sind Schöffen keine Geschworenen mehr.
Grundlegende Vorschriften sind die §§ 44–45a Deutsches Richtergesetz (DRiG) und §§ 28–58 Gerichtsverfassungsgesetz (GVG).

### Einsatzbereiche
Schöffen werden bei folgenden Gerichten eingesetzt:
- Amtsgericht
  - Schöffengericht (§ 29 GVG)
  - Jugendschöffengericht (§ 33a JGG)
- Landgericht
  - Kleine und Große Strafkammer (§ 76 GVG)
  - Große Kammer als „Schwurgericht“ (§ 74 Abs. 2 GVG, § 76 GVG)
  - Kleine und Große Jugendkammer (§ 33b JGG)
- Ortsgericht in Hessen als Ortsgerichtsschöffen (§ 4 Ortsgerichtsgesetz[1])

Aus der Schöffenstatistik des Bundesministeriums der Justiz ergibt sich die Zahl der in der Strafrechtspflege tätigen ehrenamtlichen Richterinnen und Richter; diese werden für eine Amtsperiode von fünf Jahren gewählt. Die Statistik wird jeweils zum Beginn einer Amtsperiode mit Stand zum 1. Januar erhoben. Zu Beginn der laufenden Schöffenperiode am 1. Januar 2024 gab es 28.685 Hauptschöffen bei den Erwachsenenspruchkörpern sowie 11.933 Hauptschöffen bei den Jugendspruchkörpern (insgesamt 50,8 % Männer und 49,2 % Frauen).
Das Schöffengericht des Amtsgerichts ist gemäß § 29 GVG – wie die kleine Strafkammer des Landgerichts – regelmäßig mit einem Berufsrichter und zwei Schöffen besetzt. Bei besonderem Umfang kann beim Schöffengericht ein weiterer Berufsrichter hinzugezogen werden (erweitertes Schöffengericht). In der großen Strafkammer des Landgerichts wirken zwei Schöffen neben drei Berufsrichtern mit. Falls sie jedoch nicht als Schwurgericht tagen, so können sie im Eröffnungsbeschluss bestimmen, dass in der Hauptverhandlung nur zwei Berufsrichter und zwei Schöffen tätig werden, was der Regelfall ist (§ 76 Absatz 2 GVG; sogenannte „kleine Besetzung“). Die Schöffen sind den Berufsrichtern gleichgestellt.

### Ziele
Durch Beteiligung von Schöffen in Gerichtsverfahren soll das Vertrauen der Bürger in die Justiz gestärkt und eine lebensnahe Rechtsprechung erreicht werden. Sie sind ein sichtbarer Ausdruck der Volkssouveränität und sollen zu einer Qualitätssicherung der Rechtsprechung beitragen und ein Instrument zur Rechtserziehung des Volkes darstellen. Ob diese Ziele noch erreicht werden, wird in der aktuellen Fachliteratur teilweise angezweifelt. Dennoch ist die Beteiligung von Schöffen ein wichtiges Element des demokratischen Rechtsstaates, da sie ein Bindeglied zwischen Staat und Bürger schaffen können. Dementsprechend erfüllt der Schöffe eine verantwortungsvolle Aufgabe. Es bestehen andererseits Auffassungen, dass eine effiziente Rechtspflege in einer modernen deutschen Gesellschaft keiner Laienbeteiligung an der Strafjustiz bedürfe. Andererseits seien Schöffen – gleich der Nationalhymne oder Bundesflagge – ein Symbol, welches eine Rechtsprechung im Namen des Volkes – durch seine Legitimation getragen – verspricht.

### Schöffenauswahl und Berufung
| Amtsperiode | Dauer   |
| ----------- | ------- |
| 1989–1992   | 4 Jahre |
| 1993–1996   | 4 Jahre |
| 1997–2000   | 4 Jahre |
| 2001–2004   | 4 Jahre |
| 2005–2008   | 4 Jahre |
| 2009–2013   | 5 Jahre |
| 2014–2018   | 5 Jahre |
| 2019–2023   | 5 Jahre |
| 2024–2028   | 5 Jahre |

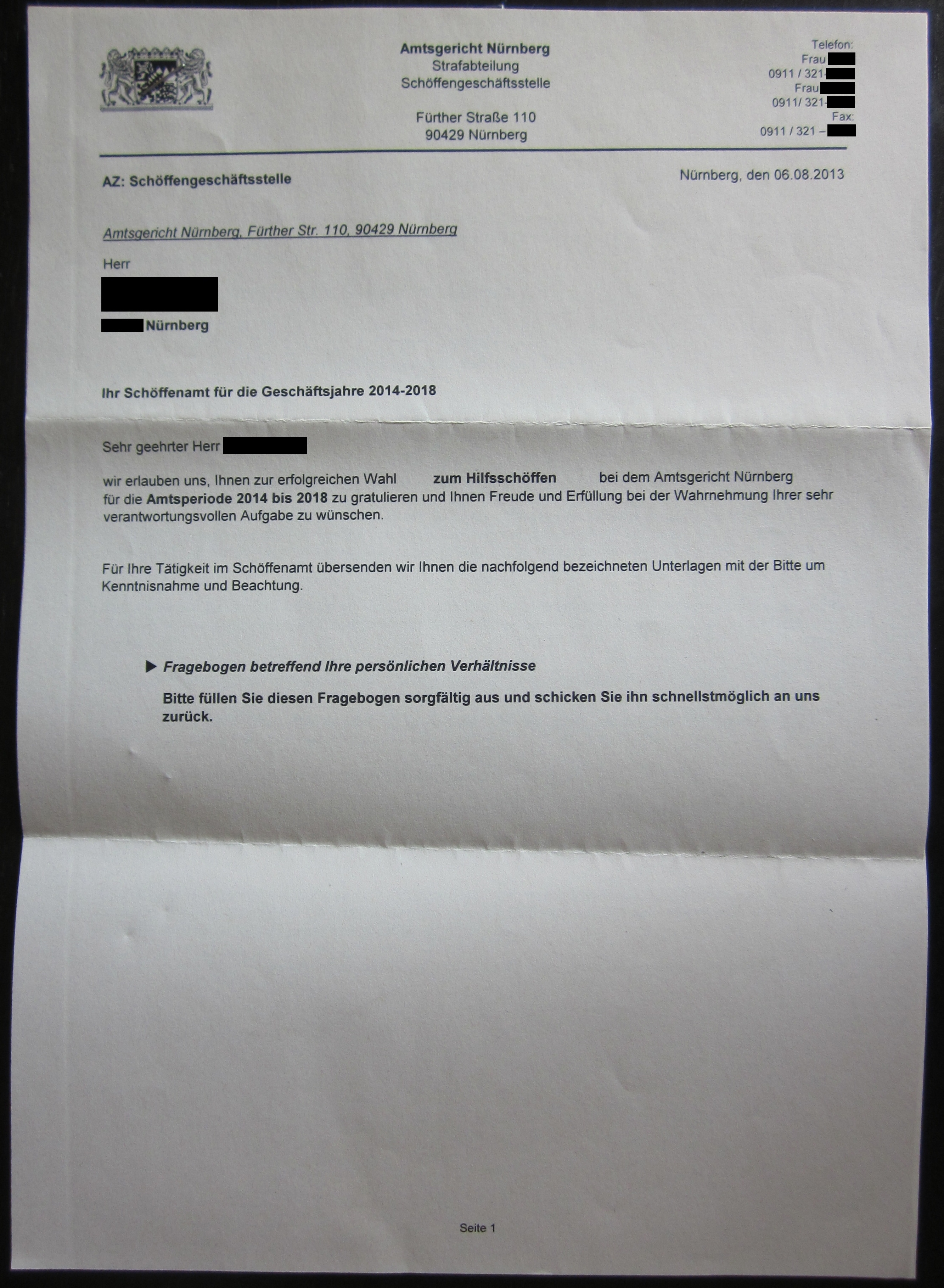
Benachrichtigung über die Wahl zum Schöffen

Eine Amtsperiode für Schöffen beträgt seit 2009 fünf Kalenderjahre (früher vier Jahre). 2023 erfolgte die Schöffenwahl für die aktuelle Amtsperiode 2024–2028. Die Amtsperiode begann am 1. Januar 2024. Dabei wurden ca. 60.000 Schöffen in Deutschland gesucht. Bewerbungen für das Schöffenamt waren in vielen Gemeinden möglich. Dabei schlägt ein Einwohner seiner Gemeinde vor, dass er (oder ein anderer Bürger) auf die Vorschlagsliste für Schöffen (§ 36 GVG) gesetzt wird. Die Aufnahme eines Bewerbers in die Liste bedarf der Stimmen von mindestens 2/3 der anwesenden Gemeindevertreter (insgesamt mindestens die Hälfte der gesetzlichen Mitgliederzahl). Sollten sich nicht genügend geeignete Bewerber finden, können Personen auf die Liste gesetzt werden, die sich nicht beworben haben. Nach Ausfertigung der Liste ist sie „in der Gemeinde eine Woche lang zu jedermanns Einsicht aufzulegen“ (§ 36 GVG). In dieser Zeit kann bezüglich der gelisteten Personen Einspruch erhoben werden (§ 37 GVG). Die Liste sowie etwaige Einsprüche werden an das Amtsgericht übersandt (§ 38 GVG). Der dortige Schöffenwahlausschuss, bestehend aus einem Richter beim Amtsgericht, einem Verwaltungsbeamten und sieben Vertrauenspersonen, entscheidet zunächst über erfolgte Einsprüche. Anschließend wählt er aus den Vorschlagslisten der Gemeinden des Amtsgerichtsbezirks mit einer Zwei-Drittel-Mehrheit in getrennten Listen die Haupt- und Ersatzschöffen für das Schöffengericht am Amtsgericht sowie den auf den Amtsgerichtsbezirk entfallenen Teil der Haupt- und Ersatzschöffen für das zuständige Landgericht. Dabei gelten Besonderheiten bei der Wahl von Ersatzschöffen: Für die Auswahl gilt das Prinzip der Ortsnähe, damit sie bei Bedarf zeitnah zum Gericht kommen können. Für das Landgericht werden sie vom Wahlausschuss des Amtsgerichtes gewählt, in dem das Landgericht seinen Sitz hat. Sie werden grundsätzlich aus der Einwohnerschaft der Sitzgemeinde des Landgerichts gewählt (§ 77 Abs. 2 Satz 2 GVG). Für das Amtsgericht werden sie grundsätzlich aus der Einwohnergemeinde am Sitz des Amtsgerichtes oder deren nächster Umgebung gewählt (§ 42 Abs. 1 Nr. 2 Satz 2 GVG).
Zum Schöffenamt können nur Deutsche berufen werden (§ 31). Zum Schöffendienst unfähig (§ 32) sind Personen, …
- „die infolge Richterspruchs die Fähigkeit zur Bekleidung öffentlicher Ämter nicht besitzen oder wegen einer vorsätzlichen Tat zu einer Freiheitsstrafe von mehr als sechs Monaten verurteilt sind“,
- „gegen die ein Ermittlungsverfahren wegen einer Tat schwebt, die den Verlust der Fähigkeit zur Bekleidung öffentlicher Ämter zur Folge haben kann“.

Im GVG werden Bedingungen für die Berufung genannt. Wer zu dem Amt eines Schöffen berufen wird, soll:
- zu Beginn der Amtsperiode mindestens 25 Jahre alt sein (§ 33)
- zu Beginn der Amtsperiode jünger als 70 Jahre alt sein (§ 33)
- über ausreichende deutsche Sprachkenntnisse verfügen (§ 33)[7][8][9][10]
- zum Zeitpunkt der Berufung den Wohnsitz in einer dem Gerichtsbezirk zugehörigen Gemeinde haben
- gesundheitlich geeignet sein
- nicht in Vermögensverfall geraten sein
- sich in seinem Verhalten zur freiheitlich-demokratischen Grundordnung im Sinne des Grundgesetzes bekennen (Urteil des BVerfG im Mai 2008).[11]

Ferner sollen bestimmte Berufsgruppen nicht berufen werden (§ 34 GVG):
- der Bundespräsident
- Mitglieder der Bundes- oder einer Landesregierung
- Beamte, die jederzeit einstweilig in den Ruhestand versetzt werden können (Politische Beamte)
- Richter, Beamte der Staatsanwaltschaft, Notare und Rechtsanwälte
- gerichtliche Vollstreckungsbeamte, Polizeivollzugsbeamte, Bedienstete des Strafvollzugs, hauptamtliche Bewährungshelfer und Gerichtshelfer
- Religionsdiener (Priester, Pastoren, Imame, Rabbiner) oder Mitglieder einer Ordensgemeinschaft

Die Berufung zum Schöffen können die Berufenen nur in wenigen begründeten Fällen ablehnen. Ablehnungsgrund für das Schöffenamt kann die Zugehörigkeit zu bestimmten Berufsgruppen sein (§ 35).
- „Mitglieder des Bundestages, des Bundesrates, des Europäischen Parlaments, eines Landtages oder einer zweiten Kammer“
- „Personen, die in zwei aufeinanderfolgenden Amtsperioden als ehrenamtlicher Richter in der Strafrechtspflege tätig gewesen sind, sofern die letzte Amtsperiode zum Zeitpunkt der Aufstellung der Vorschlagsliste noch andauert“
- „Personen, die in der vorhergehenden Amtsperiode die Verpflichtung eines ehrenamtlichen Richters in der Strafrechtspflege an vierzig Tagen erfüllt haben, sowie Personen, die bereits als ehrenamtliche Richter tätig sind“
- „Ärzte, Zahnärzte, Krankenschwestern, Kinderkrankenschwestern, Krankenpfleger und Hebammen, Apothekenleiter, die keinen weiteren Apotheker beschäftigen“
- „Personen, die glaubhaft machen, daß ihnen die unmittelbare persönliche Fürsorge für ihre Familie die Ausübung des Amtes in besonderem Maße erschwert“
- „Personen, die das fünfundsechzigste Lebensjahr vollendet haben oder es bis zum Ende der Amtsperiode vollendet haben würden“
- „Personen, die glaubhaft machen, daß die Ausübung des Amtes für sie oder einen Dritten wegen Gefährdung oder erheblicher Beeinträchtigung einer ausreichenden wirtschaftlichen Lebensgrundlage eine besondere Härte bedeutet.“

### Enthebung aus dem Amt
Die Enthebung eines Schöffen aus dem Amt ist gerechtfertigt, wenn er seine Pflichten gröblich verletzt hat (§ 51, § 77 GVG), „seine Unfähigkeit zum Amt eines Schöffen eintritt oder bekannt wird“ (§ 51 §52 Abs. 1 Nr. 1 GVG), Nicht-Berufungsgründe bekannt werden, er seinen Wohnsitz nach außerhalb des Landgerichtsbezirks verlegt hat oder er für verfassungsfeindliche Ziele eintritt. Die Entscheidung der zuständigen Stelle ist nicht anfechtbar (§ 51 GVG).
Die Streichung von der Schöffenliste ist in Ausnahmefällen auf Antrag des Schöffen möglich sowie bei dessen Tod. Anerkannte Gründe sind unabwendbare Umstände, nicht zumutbare Dienstleistung, mehr als 24 Sitzungstage in einem Geschäftsjahr oder die Verlegung des Wohnsitzes nach außerhalb des Amtsgerichtsbezirks.

### Rechte und Pflichten
Ein ehrenamtlicher Richter ist in Deutschland in gleichem Maße sachlich unabhängig wie ein Berufsrichter (§ 45, Abs. 1 Satz 1 DRiG). Er leistet einen Amtseid darauf, dass er „[…] die Pflichten eines ehrenamtlichen Richters getreu dem Grundgesetz für die Bundesrepublik Deutschland und getreu dem Gesetz […] erfüllen, nach bestem Wissen und Gewissen ohne Ansehen der Person […] urteilen und nur der Wahrheit und Gerechtigkeit […] dienen […]“ wird (§ 45, Abs. 3 DRiG). Er hat das Beratungsgeheimnis zu wahren (§ 45, Abs. 1 Satz 2 DRiG). Ein Richter kann unter engen Voraussetzungen von der Ausübung seines Amtes ausgeschlossen sein, nach § 41, § 42 ZPO und nach § 22, § 23 StPO. Als ehrenamtlicher Richter übt der Schöffe als Vertreter des Volkes neben dem berufenen Richter „das Richteramt in vollem Umfang und mit gleichem Stimmrecht“ aus (Definition aus § 30 GVG). Dabei haben Schöffen an Amts- und Landgerichten im Wesentlichen die gleichen Rechte und Pflichten wie Berufsrichter. Insbesondere sind sie daher nur dem Gesetz unterworfen und in ihrem Richteramt an Weisungen nicht gebunden. Unparteilichkeit ist die oberste Pflicht der Schöffen.
Im Einzelnen gilt:
- Schöffen haben das Recht zur Akteneinsicht[17] und zur Kenntnisnahme der wesentlichen Ergebnisse der Ermittlungen.[18]
- Schöffen sind – in der Hauptverhandlung – mit dem Berufsrichter gleichberechtigt, sowohl bei der Urteilsfindung als auch bei der Festsetzung des Strafmaßes.[19]
- Zu eigenen Ermittlungen wie Tatortbesichtigungen oder Zeugenvernehmungen sind Schöffen nicht befugt.
- Auf Verlangen haben ihnen die Gerichtsvorsitzenden zu gestatten, Fragen an Angeklagte, Zeugen und Sachverständige zu stellen, denn die Schöffen sind verpflichtet, auf die Aufklärung von Punkten hinzuwirken, die ihnen wesentlich erscheinen.[20]
- Schöffen nehmen an allen Entscheidungen im Laufe der Hauptverhandlung teil, auch an solchen, die nicht das Urteil, sondern das übrige Verfahren betreffen.
- Wenn ausnahmsweise die Schöffen an einer Entscheidung nicht teilnehmen, muss dies ausdrücklich in einem Gesetz geregelt sein.

Schöffen haben bei der Urteilsfindung sowie der Strafzumessung wie der/die Berufsrichter das volle Stimmrecht und auch die Pflicht zur Abstimmung; Enthaltungen sind nicht zulässig. Für die Verurteilung eines Angeklagten sowie für die Festsetzung der Art und Höhe der Strafe ist jeweils eine Mehrheit von zwei Dritteln der Stimmen erforderlich. Die Schöffen haben beim Schöffengericht sowie bei der kleinen Strafkammer (ein Berufsrichter, zwei Schöffen) zusammen die notwendige Mehrheit und können somit den Berufsrichter überstimmen. In den übrigen Fällen bis hin zur Großen Strafkammer als „Schwurgericht“ haben sie zusammen eine Sperrminorität, so dass niemand gegen ihre beiden Stimmen verurteilt werden kann.
Bei Verfahrensfragen entscheidet das Gericht mit einfacher Mehrheit der Stimmen; bei Stimmengleichheit entscheidet die Stimme des Vorsitzenden.

### Haupt-, Ersatz- und Ergänzungsschöffen
Man unterscheidet zwischen Haupt-, Ersatz- und Ergänzungsschöffen. Den Hauptschöffen werden vor Beginn eines jeden Geschäftsjahres potenziell mögliche Verhandlungstermine (meist zwölf) für das ganze Jahr mitgeteilt. Ob an diesen Terminen tatsächlich eine Hauptverhandlung beginnt und ggf. Folgetermine anberaumt werden, entscheidet sich in der Regel ein paar Wochen vorher. Falls ein Hauptschöffe einen Grund für die Abwesenheit einreicht, wird statt seiner ein Ersatzschöffe eingesetzt, der mit den vollen Rechten wie ein Hauptschöffe ausgestattet ist und über die gesamte Prozesszeit als Schöffe teilnehmen muss. Ebenso werden Ersatzschöffen benötigt, wenn außerordentliche Sitzungen anberaumt werden. Die gesetzliche Grundlage für Ersatzschöffen (bis 30. Juni 2021: Hilfsschöffen) ist § 42 GVG. Sie sind die „Personen, die an die Stelle wegfallender Schöffen treten oder in den Fällen der §§ 46, 47 als Schöffen benötigt werden“.
Ergänzungsschöffen werden bei umfangreichen Prozessen (vorbeugend) hinzugezogen, um bei Ausfall eines Hauptschöffen einspringen zu können. Um diese Funktion wahrnehmen zu können, muss der Ergänzungsschöffe während des gesamten Prozesses als „Anwesender“ jeder Verhandlung beiwohnen, nimmt jedoch (noch) nicht an den Beratungen des Gerichts (hauptamtliche Richter und die aktiven Schöffen) teil. Allerdings darf er Fragen an Angeklagte, Zeugen und Sachverständige richten. Die Anwesenheit ist nötig um den gesamten Prozessablauf zu kennen und notfalls alle Kenntnisse zu besitzen, um für den ausfallenden (Haupt-)Schöffen tätig zu werden. Die gesetzliche Grundlage bildet § 192 GVG. Nach § 48 GVG werden Ergänzungsschöffen aus der Ersatzschöffenliste zugewiesen.

### Jugendschöffen
Schöffen an den Jugendgerichten werden Jugendschöffen genannt. Als zusätzliche Anforderung sollen die „Jugendschöffen erzieherisch befähigt und in der Jugenderziehung erfahren sein“ (§ 35 Abs. 2 S. 2 JGG).

### Entschädigung
Die Entschädigung von Schöffen ist im Justizvergütungs- und -entschädigungsgesetz (JVEG), § 15 geregelt. Schöffen erhalten demnach Fahrkostenersatz gem. § 5, Entschädigung für Aufwand gem. § 6, Ersatz für sonstige Aufwendungen gem. § 7, Entschädigung für Zeitversäumnis gem. § 16 in Höhe von sieben Euro je Stunde sowie gegebenenfalls Entschädigungen für Nachteile bei der Haushaltsführung gem. § 17 in Höhe von 17 Euro je Stunde und gegebenenfalls eine Entschädigung für Verdienstausfall gem. § 18, die je nach den Umständen zwischen höchstens 29 Euro und höchstens 73 Euro je Stunde liegt.

### Kritik
Verschiedene Problembereiche sind in der Diskussion.
- Durch das Rechtspflegeentlastungsgesetz von 1993 finden in Strafsachen nur noch rund 13 % aller Verfahren unter Beteiligung von Schöffen statt. Zudem werden viele Einzelregelungen durch den Bundesverband ehrenamtlicher Richterinnen und Richter kritisiert, die nach seiner Auffassung die Schöffen schlechter stellen als den Berufsrichter.[21]
- Das Ehrenamt der Schöffen stellt einen sichtbaren „Ausdruck der Volkssouveränität“ dar. Der augenfällige Unterschied ist, dass das Tragen einer Robe grundsätzlich nur dem Berufsrichter vorgeschrieben ist. In Berlin tragen ehrenamtliche Verwaltungsrichter seit 2019 Roben.[22] Ehrenamtliche Richter in Strafprozessen, also Schöffen, tragen aber weiterhin auch in Berlin keine Robe.
- Trotz der Rechtsprechung des BGH und des EGMR zu den Informationsrechten ist der Anspruch der Schöffen auf Akteneinsicht insbesondere des Anklagesatzes sowie der wesentlichen Ergebnisse der Ermittlungen nicht bundeseinheitlich anerkannt.[23]
- Nicht in allen Gerichten finden Einführungsveranstaltungen in das Amt statt. In einzelnen Fällen wurden die Veranstaltungen durch Staatsanwälte statt durch Angehörige der Justiz durchgeführt. In anderen Fällen beschränkte man sich auf die Aushändigung eines Merkblattes.[24] Eine hinreichende Ausbildung der Schöffen vor oder am Beginn der Amtsperiode, durch welche die Schöffen nicht nur mit ihren Rechten und Pflichten vertraut gemacht werden, sondern wesentliche Details ihrer Gestaltungsmöglichkeiten nach der jeweiligen Verfahrensordnung erfahren oder erlernen, erfolgt nicht grundsätzlich im zuständigen Gericht. Viele einschlägige Angebote erfolgen nur durch Externe wie Volkshochschulen oder anderen Bildungseinrichtungen. Zwangsläufig finden diese meist nicht zeitnah zum Beginn des Schöffenamtes statt.[25]
- Die Beteiligung der ehrenamtlichen Richter an der Gerichtsverwaltung wird zum Teil als unzureichend empfunden und wurde durch die Einführung von Ausschüssen der ehrenamtlichen Richter (die es bundesgesetzlich in der Arbeits- und Sozialgerichtsbarkeit bereits gibt) bisher nur in den Landesrichtergesetzen von Brandenburg und Berlin für die ordentliche, Verwaltungs- und Finanzgerichtsbarkeit umgesetzt.
- Einige Juristen diskutieren kritisch die ihrer Ansicht nach tendenziell zu große Passivität oder Unaufmerksamkeit von Schöffen in der Hauptverhandlung, die unter Umständen eine Revision nach § 338 Nr. 1 StPO begründen kann.[26][27]

### Verband
Mit der Arbeit der Schöffen befasst sich der Bundesverband ehrenamtlicher Richterinnen und Richter e. V. / Deutsche Vereinigung der Schöffinnen und Schöffen, gegliedert in sieben Landesverbände und zahlreiche Regionalgruppen. Er gibt seit 1989 die Zeitschrift Richter ohne Robe heraus, die vierteljährlich im Berliner Wissenschafts-Verlag erscheint.

## Österreich
Das österreichische Bundes-Verfassungsgesetz (B-VG) sieht in Art. 91 Abs. 1 die grundsätzliche Beteiligung des Volkes an der Rechtsprechung der ordentlichen Gerichte vor. Art. 91 Abs. 3 sieht eine Existenzgarantie für die Beteiligung von Schöffen im Strafverfahren vor.

### Strafrecht
Die Beteiligung von Schöffen an der Rechtsprechung erfolgt bei bestimmten, nicht von Geschworenen behandelten Straftaten, oder wenn die drohende Strafe ein bestimmtes Ausmaß (regelmäßig 5 Jahre Freiheitsstrafe) überschreitet, andernfalls unterbleibt eine direkte Beteiligung des Volkes an der Rechtsprechung.
Eine Liste der Laienrichter wird zu Beginn jedes Jahres neu erstellt. Sie umfasst 5 ‰ (in Wien 10 ‰) der Einträge der Wählerevidenz. Laienrichter müssen zu diesem Zeitpunkt zwischen 25 und 65 Jahre alt und unbescholten sein. Ihr körperlicher und geistiger Zustand muss ihnen gestatten, dem Gang der Verhandlung verlässlich folgen zu können. Insbesondere ist eine ausreichende Beherrschung der deutschen Gerichtssprache erforderlich.
Bei der Erstellung der Liste bestehen zahlreiche Ausnahmen: Die wichtigsten Berufspolitiker, wie der Bundespräsident, die Bundesminister und Staatssekretäre, Mitglieder der Landesregierung, der gesetzgebenden Körperschaften; der Präsident und der Vizepräsident des Rechnungshofes, die Volksanwälte; Geistliche und Ordenspersonen der gesetzlich anerkannten Kirchen und Religionsgesellschaften; Richter, Staatsanwälte, Notare, Rechtsanwälte sowie die Anwärter dieser Berufe; Bedienstete der Bundesministerien für Inneres und für Justiz sowie deren nachgeordneter Bundesdienststellen und Angehörige eines Gemeindewachkörpers; schließlich Personen ohne Hauptwohnsitz im Inland, werden nicht als Laienrichter bestellt.
Auf Antrag sind darüber hinaus weitere Befreiungsgründe zu beachten, vor allem, wenn der Dienst für die betreffende Person „mit einer unverhältnismäßigen persönlichen oder wirtschaftlichen Belastung für sie selbst oder Dritte oder mit einer schwerwiegenden und nicht anders abwendbaren Gefährdung öffentlicher Interessen“ verbunden wäre oder sie in den vergangenen Jahren ihrer Berufung als Geschworene oder Schöffen wirklich nachgekommen sind.
Schöffensenate bestehen aus einem Berufsrichter und zwei Schöffen, bei bestimmten schweren Straftaten (wie Totschlag, schwerer Raub, Vergewaltigung) aus zwei Berufsrichtern und zwei Schöffen (§ 32 StPO). Die Schöffen entscheiden gemeinsam mit den Berufsrichtern über die Schuld des Angeklagten und in weiterer Folge das Strafmaß. In jenen Fällen, in denen der Schöffensenat aus einem Berufsrichter und zwei Schöffen besteht, kann gegen die Stimme des Berufsrichters die Schuldfrage nicht bejaht werden (§ 41 StPO). Aufgrund der Strafhöhe bestehen Schöffensenate ausschließlich an den Landesgerichten, und zwar bei einer Reihe von im Gesetz aufgezählten Delikten (§ 31 StPO), darunter:
- Tötung auf Verlangen (§ 77 StGB), Mitwirkung an der Selbsttötung (§ 78 StGB), Tötung eines Kindes bei der Geburt (§ 79 StGB),
- Räuberischer Diebstahl (§ 131 StGB), minderschwerer Raub (§ 142 Abs. 2 StGB),
- Geschlechtliche Nötigung (§ 202 StGB), sexueller Missbrauch von Unmündigen (§ 207 StGB) oder einer wehrlosen oder psychisch beeinträchtigten Person (§ 205 StGB)
- Schwere gemeinschaftliche Gewalt (früher „Landfriedensbruch“) bzw. Landzwang (§§ 274 f. StGB),
- Missbrauch der Amtsgewalt (§ 302 StGB).

Ansonsten werden Schöffen bei Verbrechen, die mit mehr als fünf Jahren Haftstrafe bedroht sind, tätig, sofern nicht ein Geschworenengericht zuständig ist.

### Entschädigung
Schöffe ist in Österreich ein Ehrenamt ohne Bezahlung. Damit dem Schöffen durch seine Tätigkeit keine finanziellen Einbußen entstehen, hat er gemäß § 55 GebAG Anspruch auf Ersatz der Reise- und Aufenthaltskosten sowie auf Entschädigung für Zeitversäumnis. Da bei Angestellten viele Kollektivverträge die Lohnfortzahlung vorsehen, hat der Schöffe in der Regel keinen Verdienstentgang. Die Beiträge zur Sozialversicherung und Arbeitslosenversicherung werden, falls dem Schöffen Lohn oder Gehalt entgeht, vom Gericht ersetzt. Der Schöffe hat diese Beträge dem Arbeitgeber abzuführen.

## Liechtenstein
Bis zu einer Gesetzesänderung im Jahre 2011 waren in die Gerichtsorganisation in Liechtenstein ebenfalls Schöffen eingebunden. Sie waren für Vergehen, also Straftaten mit einer Freiheitsstrafe von maximal drei Jahren zuständig.